# Rourea fluminensis
Rourea fluminensis är en tvåhjärtbladig växtart som först beskrevs av Gardn., och fick sitt nu gällande namn av C.C.H. Jongkind. Rourea fluminensis ingår i släktet Rourea och familjen Connaraceae. Inga underarter finns listade i Catalogue of Life.